# Земля Франца-Йосифа (заказник)
Заказник «Земля Франца-Йосифа» (рос. Заказник «Земля Франца-Иосифа») — скасований державний природний заказник федерального підпорядкування, що знаходився на островах архіпелагу Земля Франца-Йосифа. Адміністративно відноситься до території Приморського району Архангельської області. Був створений 23 квітня 1994 року .
Загальна площа особливо охоронюваної природного території — 4200000 га, площа морської особливо охоронюваної акваторії — 2600000 га.
Мета створення заказника — збереження і підтримання екологічного балансу, відтворення природних ресурсів, збереження природних комплексів в природному стані, перш за все — місць залягання в барлоги білих ведмедів, лежбищ моржів, пташиних базарів, колоній білої чайки, гаги звичайної, районів ополонок, які є місцем нагулу ластоногих, китоподібних і білих ведмедів, а також місцями годівлі морських птахів; збереження історико-культурної спадщини регіону.
Охорону території державного природного заказника федерального значення «Земля Франца-Йосифа», а також заходи щодо збереження біологічного різномаїття та підтримання в природному стані охоронюваних природних комплексів на території цього заказника здійснював ФГБУ «Національний парк „Російська Арктика“».
Постановою від 25 серпня 2016 року № 840 Уряд Росії ліквідував заказник «Земля Франца-Йосифа». Частина території скасованого заказника увійшла до складу національного парку «Російська Арктика». Однак частина більше чотирьох мільйонів гектарів не були включені до складу нацпарку «Російська Арктика». Величезні ділянки моря (місця проживання гренландського кита, нарвала, білухи) втратили будь-який охоронний статус, і на цій території став можливим видобуток нафти і морських біоресурсів в промислових масштабах .
На островах Земля Олександри, Греем-Белл, Гейса, Рудольфа і Гукера в місцях поселень виділяються господарські зони в радіусі 30 км від центрів поселень
До особливо цінних природних об'єктів заказника відносяться заприпайні ополонки, непромерзаючі озера, опорні геологічні розрізи, незаймані ділянки з розвиненим грунтово-рослинним покривом, колонії морських птахів, лежбища атлантичного моржа і ряд інших.

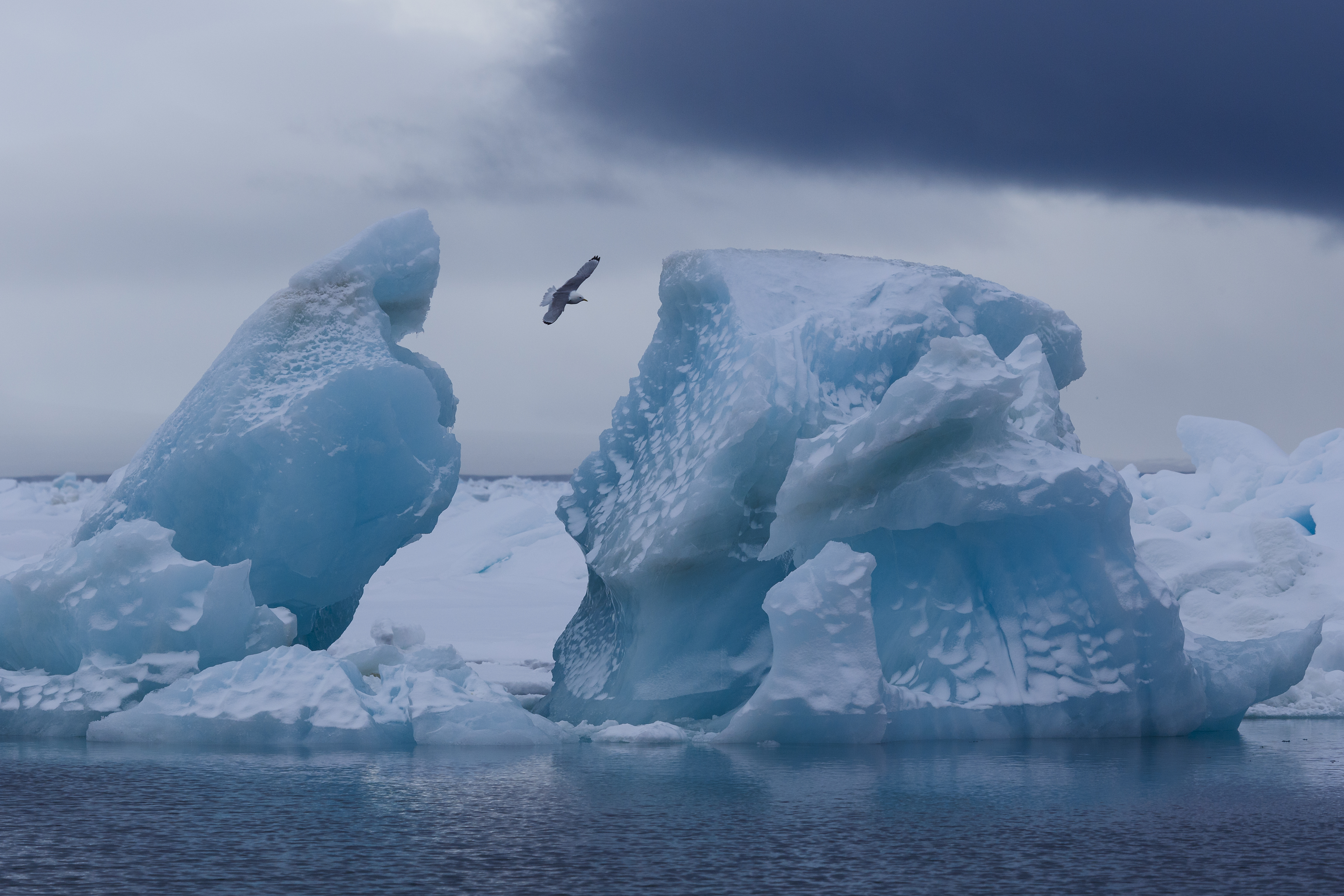

Попередньо були виділені наступні геологічні пам'ятники:
- Інтрузія габро-діоритів на мисі Бистрова острова Джексона
- Палеовулкан мису Брайса на острові Циглера
- Інтрузія габро-сієнітів на мисі Фішера острова Солсбері
- Гора Кользат острова Греем-Белл
- Пісковики острова Чампі
- Дайка Західна-Розбита на мисі Близнюки острова Гейса
- Скеля Фербенкс острова Земля Вільчека
- Скеля Форакен острова Земля Вільчека
- Дайки бухти Тихої острова Гукера
- Опорний розріз острова Бергхауз
- Долеритова дайка мису Тегетхоф острова Галля
- Мис Флора острова Нортбрук